# Josefa Ortíz de Domínguez, Jalisco
Josefa Ortíz de Domínguez är en ort i Mexiko.   Den ligger i kommunen Tequila och delstaten Jalisco, i den centrala delen av landet, 500 km väster om huvudstaden Mexico City. Josefa Ortíz de Domínguez ligger 1 168 meter över havet och antalet invånare är 479.
Terrängen runt Josefa Ortíz de Domínguez är lite bergig. Runt Josefa Ortíz de Domínguez är det ganska tätbefolkat, med 83 invånare per kvadratkilometer. Närmaste större samhälle är Tequila, 2,0 km söder om Josefa Ortíz de Domínguez. I omgivningarna runt Josefa Ortíz de Domínguez växer huvudsakligen savannskog.